# Морден (станція метро)
51°24′08″ пн. ш. 0°11′42″ зх. д. / 51.402222° пн. ш. 0.195° зх. д.

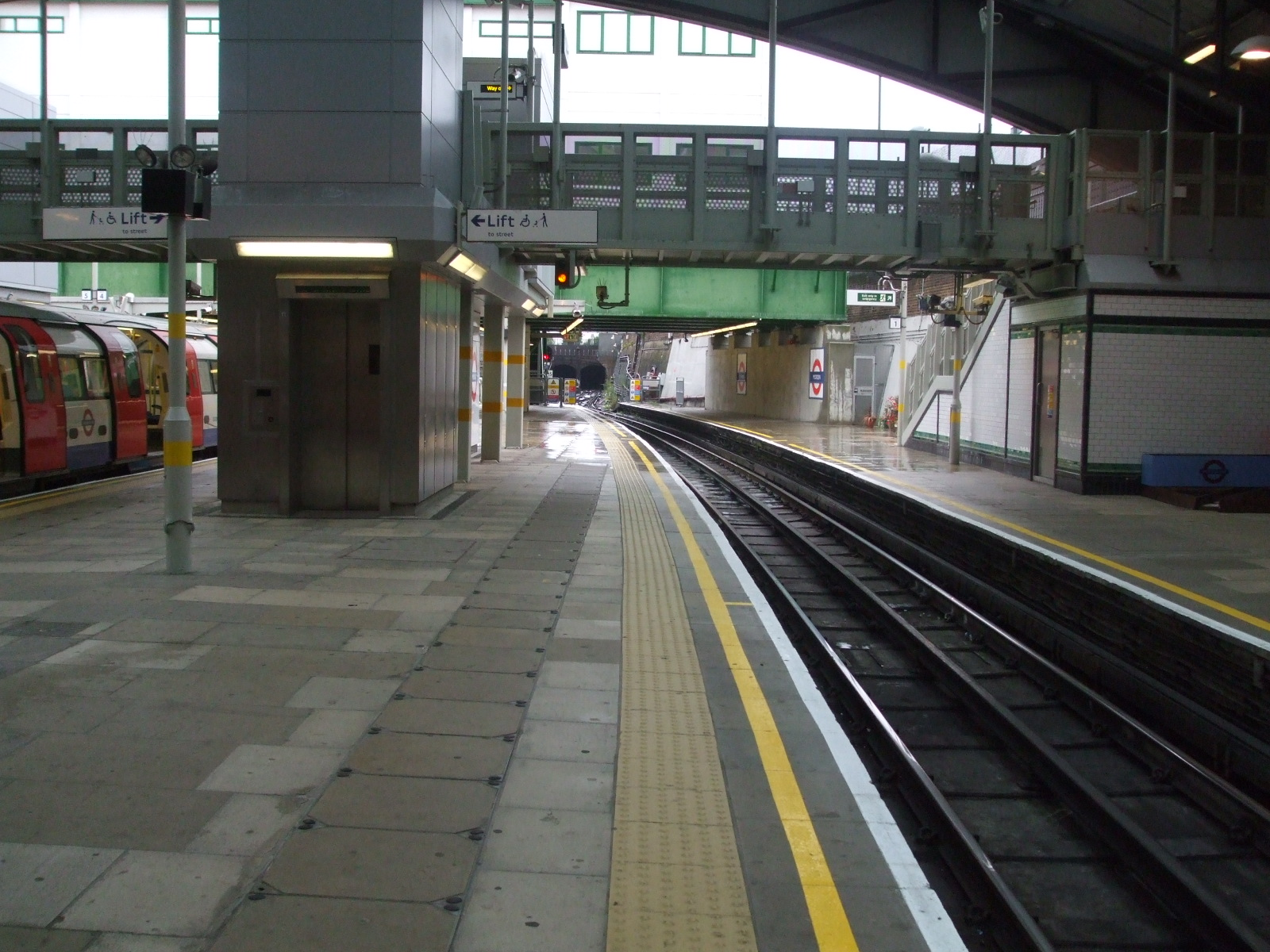
Платформа станції Морден

Морден (англ. Morden) — станція Лондонського метро, у Мордені, боро Мертон, Лондон, обслуговує Північну лінію. Станція розташована у 4-й тарифній зоні, є кінцевою на лінії, наступною є Саут-Вімблдон. Пасажирообіг на 2017 рік — 10.41 млн. осіб
13. вересня 1926: відкриття станції у складі City and South London Railway (C&SLR).

## Пересадки
На автобуси оператора London Buses 80, 93, 118, 154, 157, 163, 164, 201, 293, 413, 470, K5 та нічні маршрути N133, N155